# بوريسوغليبسكي (ياروسلافل)
بوريسوغليبسكيي (بالروسية: Борисоглебский) هي مدينة في مقاطعة ياروسلافل أوبلاست في روسيا.